# Division One (1899/1900)
Division One (1899/1900) – był to 10. w historii sezon szkockiej pierwszej klasy rozgrywkowej w piłce nożnej. Sezon rozpoczął się 19 sierpnia 1899, a zakończył się 17 marca 1900. Brało w niej udział 10 zespołów, które grały ze sobą systemem „każdy z każdym”. Tytuł mistrzowski obronił Rangers, dla którego był to 3. tytuł w historii klubu. Koronę króla strzelców zdobyli Robert Hamilton i Willie Michael, którzy strzelili po 15 bramek.

## Zasady rozgrywek
W rozgrywkach brało udział 10 drużyn, walczących o tytuł mistrza Szkocji w piłce nożnej. Każda z drużyn rozegrała po 2 mecze ze wszystkimi przeciwnikami (razem 18 spotkania).

## Drużyny
| Uczestnicy poprzedniej edycji                                                                                 | Uczestnicy poprzedniej edycji | Uczestnicy poprzedniej edycji | Uczestnicy poprzedniej edycji |
| --- | ----------------------------- | ----------------------------- | ----------------------------- |
| RAN | Rangers                       | 1                             |                               |
| HRT | Heart of Midlothian           | 2                             |                               |
| CEL | Celtic                        | 3                             |                               |
| HIB | Hibernian                     | 4                             |                               |
| STM | St. Mirren                    | 5                             |                               |
| THL | Third Lanark                  | 6                             |                               |
| CLY | Clyde                         | 7                             |                               |
| BER | St Bernard’s                  | 7                             |                               |
| DNE | Dundee                        | 10                            |                               |
| Awans z Scottish Division Two 1898/99                                                                         |                               |                               |                               |
| KIL | Kilmarnock                    |                               |                               |
| Oznaczenia: - kolumna pierwsza – skróty nazw drużyn, - kolumna trzecia – miejsce zajęte w poprzednim sezonie. |                               |                               |                               |

## Stadiony
| Miasto     | Stadion             | Klub                |
| ---------- | ------------------- | ------------------- |
| Dundee     | Dens Park           | Dundee              |
| Edynburg   | Tynecastle Stadium  | Heart of Midlothian |
| Edynburg   | Easter Road Stadium | Hibernian           |
| Edynburg   | Powderhall Stadium  | St Bernard’s        |
| Glasgow    | Celtic Park         | Celtic              |
| Glasgow    | Shawfield Stadium   | Clyde               |
| Glasgow    | Ibrox Park          | Rangers             |
| Glasgow    | Cathkin Park        | Third Lanark        |
| Kilmarnock | Rugby Park          | Kilmarnock          |
| Paisley    | St. Mirren Park     | St. Mirren          |

## Tabela końcowa
| Lp. | Drużyna             | M  | Z  | R | P  | Bramki | Bramki | Różn. | Pkt | Uwagi                    |
| --- | ------------------- | -- | -- | - | -- | ------ | ------ | ----- | --- | ------------------------ |
| 1   | Rangers (M)         | 18 | 15 | 2 | 1  | 69     | 27     | +42   | 32  |                          |
| 2   | Celtic (P)          | 18 | 9  | 7 | 2  | 46     | 27     | +19   | 25  |                          |
| 3   | Hibernian           | 18 | 9  | 6 | 3  | 43     | 24     | +19   | 24  |                          |
| 4   | Heart of Midlothian | 18 | 10 | 3 | 5  | 41     | 24     | +17   | 23  |                          |
| 5   | Kilmarnock          | 18 | 6  | 6 | 6  | 30     | 37     | −7    | 18  |                          |
| 6   | Dundee              | 18 | 4  | 7 | 7  | 36     | 39     | −3    | 15  |                          |
| 6   | Third Lanark        | 18 | 5  | 5 | 8  | 31     | 38     | −7    | 15  |                          |
| 8   | St. Mirren          | 18 | 3  | 6 | 9  | 30     | 46     | −16   | 12  |                          |
| 8   | St Bernard’s (S)    | 18 | 4  | 4 | 10 | 29     | 47     | −18   | 12  | Spadek do First Division |
| 10  | Clyde (S)           | 18 | 2  | 0 | 16 | 24     | 70     | −46   | 4   | Spadek do First Division |

## Wyniki
| Gospodarz \ Gość    | CEL | CLY | DNE | HRT | HIB | KIL | RAN | BER | STM | THL |
| Celtic              |     | 3:2 | 1:1 | 0:2 | 2:1 | 3:3 | 3:2 | 5:0 | 3:1 | 5:2 |
| Clyde               | 0:5 |     | 0:7 | 1:2 | 3:4 | 2:3 | 2:6 | 2:4 | 3:1 | 4:2 |
| Dundee              | 1:2 | 3:1 |     | 1:1 | 2:2 | 3:3 | 2:3 | 3:0 | 5:2 | 0:0 |
| Heart of Midlothian | 3:2 | 4:1 | 4:1 |     | 1:3 | 1:0 | 1:1 | 5:0 | 3:0 | 2:0 |
| Hibernian           | 1:1 | 5:0 | 3:3 | 1:0 |     | 3:1 | 0:2 | 1:1 | 5:1 | 3:2 |
| Kilmarnock          | 2:2 | 3:1 | 2:1 | 2:1 | 0:3 |     | 2:4 | 2:1 | 2:2 | 1:1 |
| Rangers             | 3:3 | 7:0 | 6:0 | 4:3 | 3:2 | 6:1 |     | 4:3 | 4:1 | 2:1 |
| St Bernard’s        | 1:1 | 3:2 | 2:0 | 2:4 | 0:4 | 1:1 | 1:4 |     | 3:3 | 4:0 |
| St. Mirren          | 2:2 | 3:0 | 4:0 | 2:2 | 1:1 | 0:1 | 1:3 | 4:3 |     | 1:1 |
| Third Lanark        | 0:3 | 5:0 | 3:3 | 3:2 | 1:1 | 2:1 | 1:5 | 2:0 | 5:1 |     |

Źródło: SPFL.co.uk
Objaśnienia:
1Drużyna gospodarzy jest wymieniona po lewej stronie tabeli.
Kolory: zielony – zwycięstwo gospodarzy, żółty – remis, różowy – zwycięstwo gości.

## Mecz o utrzymanie
W związku z taką samą liczbą punktów zdobytą przez oba zespoły na zakończenie sezonu, postanowiono o rozegraniu dodatkowego spotkania, które wyłoniłoby drugiego spadkowicza z ligi szkockiej. Mecz odbył się 7 kwietnia 1900, i zakończył się zwycięstwem St. Mirren 2:1, dzięki czemu St. Mirren utrzymało się w Division One. 
| 7 kwietnia 1900 | St. Mirren | 2:1 | St Bernard’s | Dens Park, Dundee |
|                 |            |     |              |                   |